# Al·lodòntids
Els al·lodòntids (Allodontidae) són una família extinta de mamífers multituberculats que visqueren a Europa i Nord-amèrica des del Juràssic superior fins al Cretaci inferior, fa entre 145,1 i 149,2 milions d'anys. Se n'han trobat restes fòssils als Estats Units i el Regne Unit. L'estructura de les dents molars inferiors és força plesiomòrfica, amb dues fileres de cúspides ben separades i l'esmalt dental llis, cosa que els situa entre els plagiaulàcides més primitius. Tenien cinc molars al maxil·lar superior i quatre a l'inferior. La fórmula dental completa és {\displaystyle {\tfrac {3.1.5.2}{1.0.4.2}}}.